# 민몽룡
민몽룡(閔夢龍, 1550년 ~ 1618년)은 조선 중후기의 문신이며, 이이첨과 광해군을 후원했던 대북세력의 원로였다. 또 정인홍의 측근이었다. 자는 치운(致雲), 호는 운와(雲窩). 본관은 여흥이다.

## 생애
정국공신 민효증의 증손으로 선조 때 문과에 급제하여 정언이 되고 이후 임진왜란 와중에 사헌부장령이 되었다. 이후 북인의 편에 서서 사헌부장령, 사간원사간, 성균관사예를 거쳐 집의가 되는데 정유재란 때 동부승지로 임명되어 당상관에 승진했다. 이후 우부승지로 승진했으며 이후 임진왜란이 종전되자 바로 병조참지가 되었다. 이후 오위장을 거쳐 병조참의를 하다가 바로 좌승지로 임명되었다. 연이어서 광해군 세력인 북인의 후원으로 바로 예조참의가 되고 곧 사간원대사간을 거쳐 다시 승정원좌승지가 되고 연이어 호조참판으로 승진, 사헌부대사헌을 거쳐 이후 대사헌이 되고 형조판서와 대사헌을 번갈아하며 북인의 핵심으로 서인과 남인을 축출해냈다. 당시 영의정 윤두수, 영의정 유성룡 등 서인과 남인의 거두들을 각각 숙청했으며, 이후 북인이 분열되자 정인홍의 뜻에 따라 대북이 되었다. 그러나 소북 대신들의 공격으로 좌천과 복귀를 반복하다 지중추부사가 되고 이후 광해군 즉위 이후 형조판서, 이조판서를 거쳐 좌참찬이 되고 이후 바로 광해군의 특지로 우의정이 된다. 이후 폐모론을 실현시켰고, 광해군의 신임으로 좌의정이 되지만 곧 사망한다. 인조반정 이후 관작이 추탈되었다.

## 가족관계
- 부친 : 민상(閔祥)
- 모친 : 이예원(李禮元)의 딸
- 장인 : 류임(柳紝)
- 장모 : 윤예은(尹禮殷, 1536 ~ ?)[1]
  - 부인 : 류여경(柳餘慶, 1552 ~ ?)
    - 장남  : 민준철(閔濬哲, 1574 ~ ?) - 현령(縣令)
    - 자부 : 감역(監役) 성철(成哲)의 딸 창녕 성씨
      - 손자 : 민영재(閔英才)
      - 손자 : 민굉재(閔宏才, 1603 ~ ?)
      - 손녀 : 직산 조씨 직강(直講) 조성달(趙聖達)의 처

    - 차남 : 민명철(閔明哲, 1578 ~ ?)
    - 자부 : 첨사(僉使) 김양서(金良恕)의 딸 낙안 김씨(樂安 金氏) 
      - 손자 : 민기재(閔奇才, 1595 ~ ?)
      - 손자 : 민무재(閔茂才)
      - 손자 : 민보재(閔輔才)
      - 손자 : 민미재(閔美才)
      - 손자 : 민고재(閔高才)

    - 3남 : 민선철(閔宣哲, 1584 ~ ?) - 봉사(奉事)
    - 자부 : 도사(都事) 김진선(金盡善)의 딸 김해 김씨
      - 손녀 : 영의정(領議政) 정태화(鄭太和)의 처

    - 4남  : 민유철(閔迪哲, 1587 ~ ?) - 찰방(察訪)
    - 자부 : 감역(監役) 김준두(金遵阧)의 딸 희천 김씨
      - 손자 : 민주재(閔周才, 1607 ~ ?) - 충의위(忠義衛)
      - 손자 : 민필재(閔畢才, 1617 ~ ?) - 충의위(忠義衛)
      - 손자 : 민여재(閔呂才, 1624 ~ ?)